# (543) Charlotte
(543) Charlotte es un asteroide perteneciente al cinturón de asteroides descubierto el 11 de septiembre de 1904 por Paul Götz desde el observatorio de Heidelberg-Königstuhl, Alemania.
Está nombrado en honor a una amiga del descubridor.